# Grallaria capitalis
Grallaria capitalis là một loài chim trong họ Grallariidae.